# Андроньевская площадь
Андро́ньевская пло́щадь (название утверждено 25 октября 1994 года, с 1923 года по 1992 год — Пло́щадь Пря́микова) — площадь в Центральном административном округе города Москвы на территории Таганского района. Площадь расположена на пересечении улиц: Николоямской, Сергия Радонежского, Большой Андроньевской, Андроньевского проезда, Александра Солженицына и Добровольческой.

## Происхождение названия
Площадь названа в XIX веке по Спасо-Андроникову монастырю, возле которого она находится.

## История
В 1919 площадь была переименована в честь комиссара ЧК Рогожско-Симоновского района Н. Н. Прямикова.
С 1992 года вновь стала называться Андроньевской площадью.

## Примечательные здания и сооружения
- № 5 — доходный дом А. И. Калошиной (1912, архитектор К. А. Дулин), частично снесён в 1950-е годы.
- № 5/9 — Лефортовский районный суд.
- № 4, стр. 2,  памятник архитектуры (вновь выявленный объект)  — северный флигель городской усадьбы Лепехиных (3-я четверть XVIII — 2-я половина XIX века). Здание в заброшенном состоянии, находится в собственности города.
- № 6, стр. 1,  памятник архитектуры (региональный), объект культурного наследия регионального значения[3] — главный дом городской усадьбы П. Хрящева — Шелапутиных (1790-е, середина XIX века). Здание находится в заброшенном состоянии. Усадьба принадлежала Петру Хрящеву, «именитому купцу и Московского городского правления бургермейстеру». Главный дом и боковые флигели построены в 1790-е годы, одновременно с величественной колокольней Андроникова монастыря, на «красной линии» предмонастырской площади. Усадьба включена в Альбомы Казакова Архивная копия от 25 апреля 2018 на Wayback Machine. В 1800-е годы перешла к купцу Ф.А. Шелапутину. Первоначально двухэтажный с бельведером, дом со временем надстроен до пяти этажей. Во двор обращены скругленные ризалиты с нишами-экседрами и другими формами XVIII века. Флигели сохранили первоначальный вид[4]. В 1997 Правительство Москвы включило дом в перечень разрешенных к приватизации. С 1999 года Министерство культуры России пыталось согласовать с городом передачу усадьбы Центральному музею древнерусской культуры и искусства имени Андрея Рублёва, расположенному в Андрониковом монастыре, но музей получил только левый флигель. Правый приватизирован коммерческими структурами. На советский жилой дом во дворе претендовало посольство Армении в России. В 2006 году Правительство Москвы как инвестор заключило госконтракт с ООО «КомСтрин» на выполнение функции технического заказчика реставрации памятника. В 2012 году мэрия прекратила проект и начала судебную тяжбу о признании права собственности города Москвы на памятник. Главный дом многие годы пуст, затянут сеткой, ветшает. Внесён в Красную книгу Архивная копия от 30 апреля 2017 на Wayback Machine Архнадзора (электронный каталог объектов недвижимого культурного наследия Москвы, находящихся под угрозой)[4]. Многие годы усадьба оставалась выявленным памятником, в августе 2016 года получила статус регионального[5]. В рамках будущей реставрации желательна разборка поздних этажей. В январе 2017 года утверждено охранное обязательство[6]. На постройки усадьбы претендует Центральный музей древнерусской культуры и искусства имени Андрея Рублёва [7]. В конце 2017 года, к 70-летию музея, положительно решился вопрос о передаче заброшенной усадьбе Хрящевых музею, для размещения реставрационных мастерских, библиотеки и других отделов.
- № 10 — Спасский собор, Музей древнерусской культуры и искусства имени Андрея Рублёва.

В сквере установлен памятник Андрею Рублёву (1985, скульптор О. К. Комов, архитекторы В. А. Нестеров, Н. И. Комова).

## Транспорт
- Станции метро «Площадь Ильича» / «Римская».
- Железнодорожная платформа «Серп и Молот».
- Автобусы м6, 40, 125, 340, 365, 567, 730, т53, н4.
- Трамваи 2, 4, 32, 43.